# Rhinite vasomotrice
 (septembre 2012).
Si vous disposez d'ouvrages ou d'articles de référence ou si vous connaissez des sites web de qualité traitant du thème abordé ici, merci de compléter l'article en donnant les références utiles à sa vérifiabilité et en les liant à la section « Notes et références ».
 Mise en garde médicale
Une rhinite vasomotrice est une rhinite persistante. Elle se définit comme non allergique et ne présentant pas de signes d'inflammation ni de causes exogènes identifiables à l'examen de la muqueuse nasale et ou à la cytologie nasale.
Cette rhinite est aussi appelée rhinite positionnelle, et lorsqu'elle elle est associée à une rhinite allergique on la nomme "rhinite mixte".
La rhinite vasomotrice est une inflammation de la muqueuse du nez due à une difficulté d'adaptation de ce dernier à son environnement immédiat.
Le nez est un filtre physiologique qui assure le réchauffement, l'humidification et le filtrage de l'air ambiant.
Les particules polluantes de l'air sont filtrés par les cornets, et si les capacités d'épurations sont dépassées, un syndrome d'hyper réactivité apparait, sorte de réaction disproportionnée face aux agressions extérieures.
La muqueuse s'enflamme et aboutit à une obstruction nasale due à l'hypertrophie bilatérale des cornets inférieurs.

## Épidémiologie
Cette pathologie est fréquente, avec une prédominance chez les femmes. Elle apparaît en général après l'âge de 20 ans.

## Symptômes
Le symptôme le plus récurrent est la sensation de nez bouché.
Cependant, il faut savoir que cette maladie existe sous deux formes.
La première, appelée, angiospastique, est celle où le système sympathique va prendre le plus d'importance. C'est une rhinite marquée par des éternuements en salves et un écoulement nasal important en avant et en arrière du nez.
La seconde forme, qualifiée de cholinergique, verra une hypertrophie de la muqueuse des cornets moyen et inférieur, d'où une obstruction nasale, sans morve et sans éternuement.

## Causes
Elle serait liée à une mauvaise régulation du système neurovégétatif.
Par ailleurs, elle survient volontiers sur un terrain de stress. Elle peut également être due à une utilisation répétée de vasoconstricteurs par voie nasale (notamment utilisés conjointement avec un principe actif pour prolonger l'action locale et éviter l'action systémique).
La cause de ce trouble nerveux neurovégétatif est à ce jour inconnue.

## Conséquences
Outre la gêne permanente qu'elle occasionne, elle peut dégrader la qualité du sommeil, voire être une cause aggravante d'apnée du sommeil.
Elle est donc en tant que cause classique d'obstruction nasale  source de syndrome de haute  résistance des voies aériennes supérieures.

## Traitements
Il existe plusieurs traitements possibles.

### Brumisateur d'hygiène nasale
Le premier consiste à utiliser un brumisateur d'hygiène nasale à base d'eau de mer. Il permet de laver le nez en douceur, diminuant la viscosité du mucus et facilitant son élimination. Il nettoie les fosses nasales et évacue les agents infectieux et allergènes. Enfin, il participe à la protection contre les infections. Il en existe de nombreuses marques sur le marché. Toutefois, ces vaporisateurs se révèlent relativement peu efficaces pour les personnes dont la rhinite gêne fortement le sommeil.

### Corticoïde nasal
De type Nasonex, Nasacort, Flixonase, Rhinocort, Beconase…
Il est possible de traiter via un "antibactérien à usage systémique, le Zithromax"  également par un "antihistaminique à usage systémique, Xyzall, Primalan" 

### Suppression partielle des cornets nasaux
Une chirurgie légère consiste à supprimer une légère partie des cornets nasaux. Cette opération s'appelle la turbinoplastie
Elle semble aujourd'hui bien maîtrisée, bien qu'elle comporte quelques risques : 
- désensibilisation de quelques dents supérieures (fréquent pendant quelques jours et exceptionnel de façon définitive),
- syndrome du nez vide qui peut apparaitre.